# ポトフ 美食家と料理人
『ポトフ 美食家と料理人』（ポトフ びしょくかとりょうりにん、原題・フランス語: La Passion de Dodin Bouffant, 旧題: The Pot-au-Feu）は、2023年のフランスの歴史・恋愛ドラマ映画。監督・脚本はトラン・アン・ユン、出演はジュリエット・ビノシュとブノワ・マジメルなど。

## 概要
1885年を舞台とし、料理人とその雇い主の美食家の恋愛が描かれる。美食家のキャラクターはスイスの作家のマルセル・ルーフが1920年に出版した小説『La Vie et la passion de Dodin-Bouffant, gourmet（美食家ドダン・ブーファンの生涯と情熱）』を原案とするが、小説のストーリーそのものはトラン・アン・ユンの関心を惹かなかったため、料理について語る部分で小説を取り入れながら小説の前日譚のように脚本を執筆している。なお、ドダン＝ブーファンは実在した美食家・ブリア＝サヴァランをモデルとしている。
本作の主演は、ジュリエット・ビノシュとブノワ・マジメルだが、2人はプライベートでも実際にパートナー関係にあったことがあり、2人がパートナーを解消後、およそ20年ぶりに共演することも話題となった。
ピエール・ガニェールが料理の監修を行っているほか、ガニェール自身もシェフ役として登場するシーンがある。
プレミア上映は2023年5月24日に第76回カンヌ国際映画祭のパルム・ドールを争うコンペティション部門で実施され、トラン・アン・ユンは監督賞を受賞した。フランスでは2023年11月8日に公開された。第96回アカデミー賞国際長編映画賞にはフランス代表作として出品され、最終選考15作品に残った。

## あらすじ
1885年のフランス。郊外の村で悠々自適に暮らすドダンは「食を芸術の域にまで高めた」「料理界のナポレオン」と評される美食家である。ドダンのもとで20年以上も働く女料理人のウージェニーは、ドダンの閃くレシピを完璧に再現するだけでなく、時に凌駕する真のアーティストだった。2人は夫婦に近い仲ではあるが、自立を尊ぶウージェニーはドダンの度重なるプロポーズにも応えず、使用人部屋で寝起きしていた。
親しい仲間うちの午餐会が開かれる日の朝、住み込みの手伝いヴィオレットが、姪の少女ポーリーヌを厨房に連れて来た。繊細な味覚と感覚を持ったポーリーヌの才能を気づいたドダンとウージェニーはポーリーヌを料理人として育てたいと考えた。
来仏中のユーラシア皇太子の晩餐会に招待され、ドダンは友人らと共に出席する。しかし、豪華なだけで何の哲学もなく、提供される順番も適切ではないような晩餐会の内容に辟易としたドダンは、お返しとして皇太子を招く食事会のメニューに、最もシンプルなフランス家庭料理である「ポトフ」を選んだ。自らが信じる「食」の神髄を示す選択だった。そんな矢先にウージェニーが倒れてしまう。
自分まで死にそうな気分に陥ったドダンは、回復したウージェニーのために、自分で料理した晩餐会を催した。最後のデザートの皿に乗った指輪を見つけたウージェニーは、ついに結婚を承諾し、友人たちを招いての披露宴も開催された。皇太子を招く食事会のコースを決めたドダンは、その内容をウージェニーに告げるが、そのさなか、ウージェニーは意識を失ってしまう。当時の医療では原因も不明ならば、今後の様態がどうなるかも不明だった。ウージェニー本人は平気とうそぶくが、ある夜に急逝してしまう。
ドダンは酷く落ち込み、友人たちが探した新しい料理人たちも拒否する。しかし、料理人になることを強く望むポーリーヌのために、料理人たちを試すが、なかなか代わりになるような料理人は見つからない。中にはウージェニーの名を付けたポタージュのレシピを読んだだけで、これは私には作れないと言う料理人まで。ある日、ポーリーヌを助手として、ドダンは最高のポトフに挑んだが上手くいかない。そんな時、近所の家でご馳走になっていた友人が、皿に盛られた料理を抱えて駆けつけて来た。ドダンは料理を一口食べて、饒舌に料理を解説しだす。ドダンは元気を取り戻し、ポーリーヌを従えて、その料理人に会いに向かった。
ラストで往時の元気な姿のウージェニーと語り合うドダン。「私はあなたの妻? それとも料理人?」と尋ねるウージェニーに、ドダンは笑顔で「料理人だ」と即答し、ウージェニーもその答えに満足する。

## キャスト
- ウージェニー - ジュリエット・ビノシュ
- ドダン・ブーファン - ブノワ・マジメル
- ヴィオレット - ガラテア・ベルージ（英語版）
住み込みの手伝い少女。ドダンに言わせれば、湯を沸かすくらいしかできない。
- ポーリーヌ - ボニー・シャニョー＝ラヴォワール（Bonnie Chagneau-Ravoire）
食べた料理に使用された材料を完璧ではないものの、ドダンが満足する程度には言い当てることができる繊細な味覚と、デザートの「ノルウェー風オムレツ」を食べて涙する感性を持つ。
- ドビンの友人たち
  - ラバス - エマニュエル・サランジェ
医者
  - グリモー - パトリック・ダスンサオ（英語版）
  - マゴ - ヤン・ハムネカー（フランス語版）
  - ボーボワ - フレデリック・フィスバック（英語版）
- ポーリーヌの父 - ヤニック・ランドライン（英語版）
農業を営む。畑に銅線を巻いたアンテナを立て、大気中の電気を地中に送る電気栽培を実践する。アンテナを立てない畑と比較し、有意に収穫量が増えたとのこと。
- ポーリーヌの母 - サラ・アドラー
- オーギュスタン  - ジャン＝マルク・ルーロ（フランス語版）
- ユーラシア皇太子 - マハメド アレツキ（英語版）
- 皇太子の使者 - クレマン・エルヴュー＝レジェ（フランス語版）
- 皇太子のシェフ - ピエール・ガニェール

## 製作
主要撮影は2022年4月から5月にかけてメーヌ＝エ＝ロワール県シャゼ＝シュル＝アルゴのシャトー・デュ・ラギャンで行われた。フランスのシェフのピエール・ガニェールが料理監修を務め、またシェフ役で出演もしている。出演のジュリエット・ビノシュとブノワ・マジメルは1998年から2003年までパートナー関係にあり、娘がいる。
本作には音楽がほぼ使用されておらず、音楽の代わりに素材を調理する音が、音響効果として使用されている。一例として、畑で野菜を収穫する音、井戸から水をくみ上げる音、肉や野菜などを焼く音や湯気が立ちあがる鍋の煮える音、鍋をかきまぜる音、せわしく厨房を移動する調理人の足音など。第36回東京国際映画祭のイベントでトラン監督は調理のシーンについて「今回描いているのは高級料理なので、その料理を美しく撮ることはできたと思う。だがそういうことはやりたくなかった。それよりも調理というアートに取り組んでいる彼らの手の動き、身体の動き、そして肉や野菜といった素材が少しずつ形を変えていくさまをカメラにおさめたかった」と語っている。さらに「編集のときに調理をしている音を聞いていたら、そこにはまるで伴奏をするかのような音楽性があることに気付いた。料理をするときに奏でられる音というのは、とても豊かなサウンドだ。でもそこに（BGMとしての）音楽をつけるとそうした料理の音を排除することになってしまう。だから音楽は排除することにした」と明かしている。

## 公開
第76回カンヌ国際映画祭でパルム・ドールを争うコンペティション部門に選出され、2023年5月24日にワールド・プレミアが行われた。また第28回釜山国際映画祭では「アイコン」部門に選出され、2023年10月6日に上映された。
各国の公開
- フランス - は2023年11月8日にゴーモン配給で劇場公開された。
- 日本 - 2023年10月24日に第36回東京国際映画祭のガラ・セレクション部門で上映された後、2023年12月15日よりギャガ配給で一般公開された。
- アメリカ合衆国 - 配給権はIFCフィルムズとサパン・スタジオが共同で獲得し、2024年2月9日に限定劇場公開された後、2月14日に拡大公開予定である。

## 評価

### 批評家の反応
『ポトフ 美食家と料理人』は批評家からの絶賛を受けて公開された。『ニューヨーク・タイムズ』紙はこの映画を「喜びと悲しみ、ユーモアと熱気、美しさと光と影の要素が完璧なバランスで融合している」と評した。『RogerEbert.com』はこの映画は「繊細なバランスで成り立ち」、「まるで手品のようだ」と評した。Rotten Tomatoesでは70件の批評に基づいて支持率は99%、平均点は8.3/10となり、「フランスの高級料理のように叙事詩的な『ポトフ 美食家と料理人』は魂のための極上の7コースのラブストーリーで私たちの舌を満足させる」とまとめられた。Metacriticでは17件の批評に基づいて加重平均値は83/100と示された。フランスのアロシネでは33件の批評に基づいて5ツ星満点で3.1ツ星となった。
第96回アカデミー賞国際長編映画賞にはフランス代表作として出品された。

### 受賞とノミネート
| 賞                                         | 発表日         | 部門                                 | 対象                      | 結果       | 参照          |
| ------------------------------------------ | -------------- | ------------------------------------ | ------------------------- | ---------- | ------------- |
| アカデミー賞                               | 2024年3月10日  | 国際長編映画賞                       | 『ポトフ 美食家と料理人』 | 最終選考   | [ 34 ]        |
| アストラ映画賞                             | 2024年1月6日   | 国際女優賞                           | ジュリエット・ビノシュ    | ノミネート | [ 35 ]        |
| アストラ映画賞                             | 2024年1月6日   | 国際作品賞                           | 『ポトフ 美食家と料理人』 | ノミネート | [ 35 ]        |
| アストラ映画賞                             | 2024年1月6日   | 国際映画製作者賞                     | トラン・アン・ユン        | ノミネート | [ 35 ]        |
| ボストン映画批評家協会                     | 2023年12月10日 | 撮影賞                               | ジョナタン・リッケブール  | 受賞       | [ 36 ]        |
| カンヌ国際映画祭                           | 2023年5月27日  | パルム・ドール                       | トラン・アン・ユン        | ノミネート | [ 37 ]        |
| カンヌ国際映画祭                           | 2023年5月27日  | 監督賞                               | トラン・アン・ユン        | 受賞       | [ 37 ]        |
| クリティクス・チョイス・アワード           | 2024年1月14日  | 外国語映画賞                         | 『ポトフ 美食家と料理人』 | ノミネート | [ 38 ]        |
| ダラス・フォートワース映画批評家協会       | 2023年12月18日 | 外国語映画賞                         | 『ポトフ 美食家と料理人』 | 3位        | [ 39 ]        |
| ジョージア映画批評家協会                   | 2024年1月5日   | 国際映画賞                           | 『ポトフ 美食家と料理人』 | ノミネート | [ 40 ] [ 41 ] |
| ゴッサム賞                                 | 2023年11月27日 | 助演俳優賞                           | ジュリエット・ビノシュ    | ノミネート | [ 42 ]        |
| リュミエール賞                             | 2024年1月22日  | 撮影賞                               | ジョナタン・リッケブール  | 受賞       | [ 43 ]        |
| ミルバレー映画祭                           | 2023年10月16日 | 観客賞 (ワールド・シネマ)            | 『ポトフ 美食家と料理人』 | 受賞       | [ 44 ]        |
| ミシュコルツ国際映画祭                     | 2023年9月9日   | エメリック・プレスバーガー長編映画賞 | 『ポトフ 美食家と料理人』 | ノミネート | [ 45 ]        |
| モントクレア映画祭                         | 2023年10月20日 | 観客賞 (ワールド・シネマ)            | 『ポトフ 美食家と料理人』 | 受賞       | [ 46 ]        |
| パームスプリングス国際映画祭               | 2024年1月15日  | 国際長編映画賞                       | 『ポトフ 美食家と料理人』 | ノミネート | [ 47 ]        |
| サンフランシスコ・ベイエリア映画批評家協会 | 2024年1月9日   | 国際長編映画賞                       | 『ポトフ 美食家と料理人』 | ノミネート | [ 48 ]        |
| サン・セバスティアン国際映画祭             | 2023年9月30日  | 料理映画賞                           | 『ポトフ 美食家と料理人』 | 受賞       | [ 49 ]        |
| サテライト賞                               | 2024年3月3日   | 映画助演女優賞                       | ジュリエット・ビノシュ    | ノミネート | [ 50 ]        |
| ワシントンD.C.映画批評家協会               | 2023年12月10日 | 外国語映画賞                         | 『ポトフ 美食家と料理人』 | ノミネート | [ 51 ]        |